# Federico Chingotto
Federico Chingotto (* 13. April 1997 in Olavarría) ist ein argentinischer Padelspieler. Er erreichte mit Rang drei seine höchste Platzierung in der Weltrangliste der International Padel Federation und spielt auf der rechten Seite mit Alejandro Galán, der links spielt. Sie bilden hinter der Paarung Agustín Tapia/Arturo Coello das zweitbeste Padel-Paar der Welt.

## Sportliche Laufbahn
Bis Ende 2022 spielte er immer an der Seite von Juan Tello. Seit 2019 gehörten sie zu den acht besten Paaren der Welt und gewannen – obwohl sie mehrere Finals erreicht hatten – jahrelang kein Turnier. Das einzige gewonnene Turnier in ihrer Bilanz waren die Las Rozas Open 2020, ohne im Finale anzutreten, weil sich ihre Gegner verletzt hatten. Erst im Dezember 2023, beim letzten Turnier der World Padel Tour, gewann er mit Francisco Navarro das Barcelona Master Finale und wurde zudem zum Most Valuable Player (MVP, englisch wertvollsten Spieler) gewählt. Dieser MVP-Titel wird bei den Padel Honors verliehen. Fans stimmten 2025 darüber ab, wer die Auszeichnung als MVP, als bester Angreifer, als bester Verteidiger und als bester Rookie (englisch Aufsteiger) erhält. Dank seiner Leistungen in Belgien und Andalusien verringerte der Argentinier seinen Durchschnitt an unerzwungenen Fehlern von 3 % auf fast 1 %.
Nach dem Turnier in Barcelona trennten sich die Wege von Chingotto und Navarro. Anfang 2024 schloss er sich dem Spanier Jerónimo „Momo“ González an, jedoch Anfang März 2024 wurde er nach der Trennung des Paares Juan Lebrón und Alejandro Galán Spielpartner Galáns, der ehemaligen Nummer 1 der Welt. Das Paar erhielt den Spitznamen „Chingalan“.
Chingotto ist Sprecher der Professional Padel Association.

## Titel

### Weltmeister im Padel
| Jahr | Gastgeber | Finalgegner | Ergebnis |
| ---- | --------- | ----------- | -------- |
| 2022 | Dubai     | Spanien     | 2:1      |
| 2024 | Doha      | Spanien     | 2:1      |

### Siege beim Premier Padel
| Nr. | Jahr | Turnier           | Kategorie | Partner         | Gegner                           | Ergebnis        |
| --- | ---- | ----------------- | --------- | --------------- | -------------------------------- | --------------- |
| 1.  | 2024 | Brüssel           | P2        | Alejandro Galán | Agustín Tapia Arturo Coello      | 6:4, 6:7, 6:2   |
| 2.  | 2024 | Sevilla           | P2        | Alejandro Galán | Martín Di Nenno Franco Stupaczuk | 7:6, 6:4        |
| 3.  | 2024 | Mar del Plata     | P1        | Alejandro Galán | Agustín Tapia Arturo Coello      | 2:6, 6:2, 6:2   |
| 4.  | 2024 | Rom               | Major     | Alejandro Galán | Agustín Tapia Arturo Coello      | 6:4, 1:6, 6:1   |
| 5.  | 2024 | Genua             | P2        | Alejandro Galán | Agustín Tapia Arturo Coello      | 6:1, 6:1        |
| 6.  | 2025 | Miami             | P1        | Alejandro Galán | Franco Stupaczuk Juan Lebrón     | 6:1, 7:6        |
| 7.  | 2025 | Santiago de Chile | P2        | Alejandro Galán | Franco Stupaczuk Juan Lebrón     | nicht gespielt* |
| 8.  | 2025 | Asunción          | P2        | Alejandro Galán | Pablo Cardona Leandro Augsburger | 7:6, 6:1        |
| 9.  | 2025 | Rom               | Major     | Alejandro Galán | Agustín Tapia Arturo Coello      | 6:3, 7:5        |

* wegen Erkrankung der Gegner